# 슈퍼센티네리언

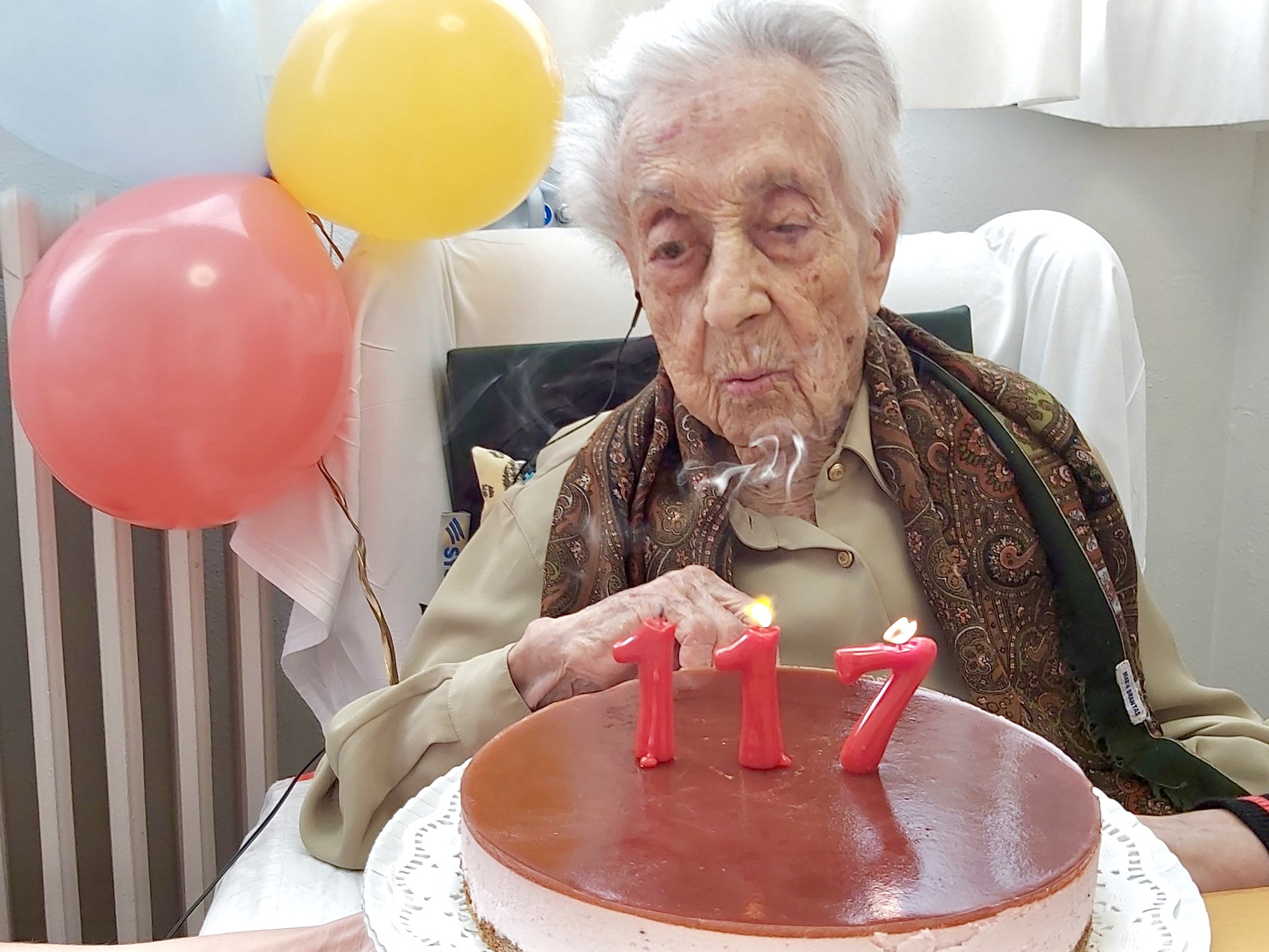
마리아 브라냐스 모레라가 2024년 자신의 117세 생일을 축하받고 있다.

슈퍼센티네리언(영어: supercentenarian, super-centenarian)은 110년 이상 생존한 사람을 말한다. 이 연령은 100세 이상 인구 1,000명당 1명꼴로 달성된다. 대표적인 예로는 미나가와 요네 등이 있다. 슈퍼센티네리언은 일반적으로 인간의 최대 수명에 도달하기 직전까지 심각한 노화 관련 질병 없이 삶을 살아간다.

## 용어
"슈퍼센티네리언(supercentenarian)"이라는 용어는 1832년 이전부터 사용되었다. 기네스 세계 기록의 편집자인 노리스 맥워터(Norris McWhirter)는 1976년 연령 주장 연구자인 A. 로스 에클러 주니어(A. Ross Eckler Jr.)와 관련하여 이 용어를 사용했으며, 이 용어는 1991년 윌리엄 스트라우스와 닐 하우가 그들의 저서 "Generations"에서 더욱 대중화했다.
"세미슈퍼센티네리언(semisupercentenarian)"이라는 용어는 105-109세의 인물을 묘사하는 데 사용되었다. 원래 "슈퍼센티네리언"이라는 용어는 100세가 훨씬 넘는 사람을 의미하는 데 사용되었지만, 110세 이상이 인구통계학자들에게 허용되는 기준의 기준점이 되었다.

## 같이 보기
- 잔 칼망
- 백세인
- 백세인 목록
- 최장수인